# Ammobates similis
Ammobates similis är en biart som beskrevs av Alexander Mocsáry 1894.
Ammobates similis ingår i släktet Ammobates och familjen långtungebin. Inga underarter finns listade i Catalogue of Life.